# Aeropuerto de Pescara-Abruzzo
El Aeropuerto de Pescara-Abruzzo (en italiano Aeroporto d' Abruzzo) (IATA: PSR, OACI: LIBP) es un aeropuerto próximo a Pescara, Italia.
El aeropuerto está localizado a unos 4 km del centro de Pescara. A unos 180 km de Roma, a 2 horas de conducción en coche, por una rápida autovía que, cruzando los Apeninos también permite disfrutar de las vistas.
Hay taxis disponibles a las afueras de la zona de llegadas. El viaje hasta la estación central de trenes de Pescara, vale unos 15€.
Hay un autobús (el número 38) que sale del aeropuerto al centro de la ciudad cada 15 minutos. (1€ la tarifa ordinaria)
El acceso directo a la red de autovías nacionales permite dirigirse a las principales ciudades de Italia.

## Historia
En 1973 el historiador, Bruce Barrymore Halpenny, que vivía en Abruzos, organizó el vuelo de un British Caledonian con un BAC 1-11 que despegaba de Génova hacia Pescara para que efectuase pruebas de vuelo de un avión comercial de grandes dimensiones en la aproximación y aterrizaje en Pescara. Con el piloto al mando del British Caledonian un antiguo piloto de la RAF y Halpenny (también antiguo piloto de la RAF) a bordo las maniobras se culminaron sin problemas; abriéndose de inmediato el aeropuerto y la región al turismo. Halpenny consiguió que un BAC 1-11 de British Caledonian despegase desde Londres Gatwick y volase a Pescara, con regreso después a Gatwick. Desde 1984, el vuelo a Milán Linate se gestiona la compañía del otro grupo: ATI (Transporte Aero italiano) con sede en Nápoles. En 1988 fue el turno de la aerolínea de bandera nacional, lo que pone en juego la moderna MD-80 y los utilizan hasta el año 1994, teniendo éxito dentro y fuera, para hacer la conexión directa muy esperada con Milán.
Desde 1994, el vuelo programado a Milán Linate es operado por Air One, la compañía fundada en 1983 como una escuela de vuelo y las empresas de taxi aéreo para los servicios de la región de Abruzzo como el Aliadriatica. En 1996 se abrió la terminal actual, mientras que el antiguo edificio fue convertido para el uso de apoyo técnico y logístico. El proyecto ha permitido al aeropuerto para ofrecer una mayor comodidad y eficiencia del servicio. Los vuelos comerciales eran desde entonces posibles.

### Desde el año 2000

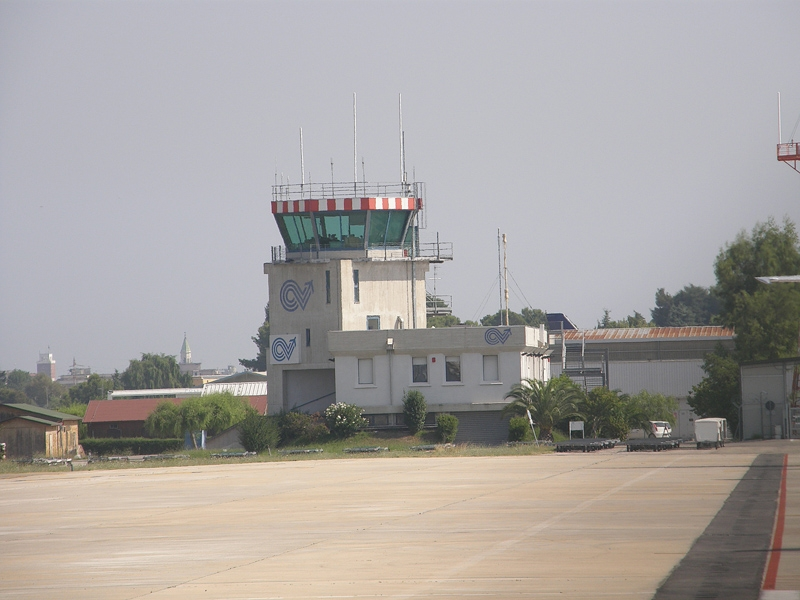
Torre de control del aeropuerto.

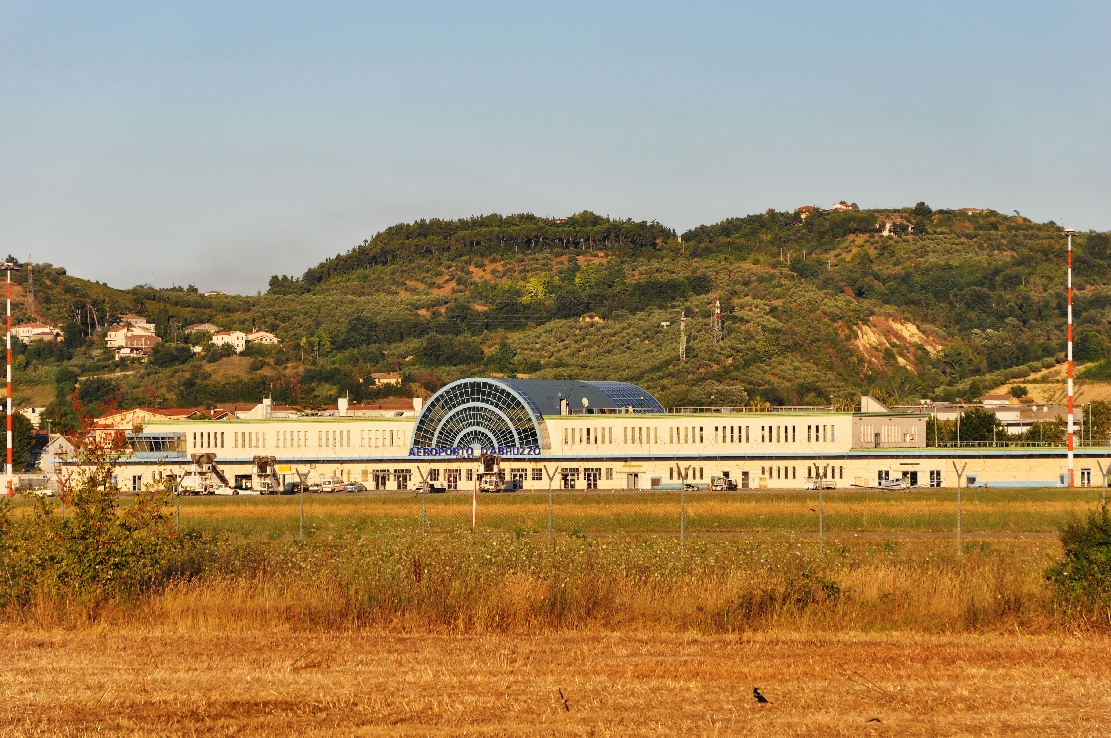
Vista completa del aeropuerto.

El desarrollo del aeropuerto, de los cuales 114.000 pasajeros en 2000 se elevó a más de 400.000 en 2008, es debido al fenómeno de bajo costo que afectó a toda Europa y la mayoría de los aeropuertos italianos pequeños, que implica una estructura de Pescara positivo. Actualmente, el aeropuerto tiene un área de influencia de más de 500.000 pasajeros al año y conecta la ciudad de Pescara y toda la región con los destinos italianos y europeos.

### Desarrollo futuro
Inicialmente prevista para principios de 2008 se quedan en el trabajo de fin de año para la modernización y expansión de los pasajeros: la zona de llegadas no es de Schengen ha sido completamente rediseñado y reconstruido el lado de la corriente (1.500 m²), mientras que el espacio que actualmente ocupa será convertido en la zona de salida, hay otros trabajos que incluyen:
- La construcción de nuevas puertas de 3 a 5 y se convierten en una zona comercial (bares, tiendas, lugares de empresas de alquiler), que será pintado y remodelado por un total de 7.800 metros cuadrados (actualmente 6300) y en el espacio Schengen y llegadas nacionales, los 'objetivo de este trabajo es aumentar el número de pasajeros al año hasta 600.000;
- Las inversiones para la demolición de algunas estructuras, una vez utilizados para uso militar, que luego son vendidos a la Fuerza Aérea privado, para aumentar el número de plazas de aparcamiento para aeronaves;
- Construcción de dos nuevos hangares y área de carga;
- La construcción del helipuerto nueva aplicación de la ley privada y una nueva plaza pequeña de la Guardia Costera;
- Ampliación de la pista de aterrizaje y despegue y la construcción de un nuevo aparcamiento de varios pisos para coches;
- Construcción de una planta para el tratamiento de agua.

Algunas de estas obras se han terminado, otros son firmes y otros no han comenzado todavía. La ampliación de la plataforma 2 se ha completado y hasta la fecha ha sido generalmente utilizado como un avión estacionado estacionamiento y la expansión hacia el oeste del módulo está terminado ya está en funcionamiento, sólo el eslabón perdido de la antigua terminal que va a pasar con el restyling de este último ".
En la actualidad el edificio de la terminal de pasajeros de edad se convirtió en un almacén y fue contratado por la compañía aérea para cargoTNTup diciembre de 2008 y operado por Maersk hasta octubre de 2010.

## Servicios
- Venta de pasajes
- Terminal de autobuses y taxis
- Comidas rápidas y bares
- Restaurantes
- Policía de fronteras
- Aduana
- Enfermería
- Bancos y casas de cambio
- Puestos de periódicos
- Baños
- Capilla católica
- Accesibilidad para personas con discapacidad
- Ascensores y escaleras mecánicas
- Alquiler de coches
- Aparcamiento
- Shopping y duty free
- Wi-Fi
- Equipaje
- Punto de información y reservas
- salas de espera
- salas de reuniones

## Aerolíneas y destinos

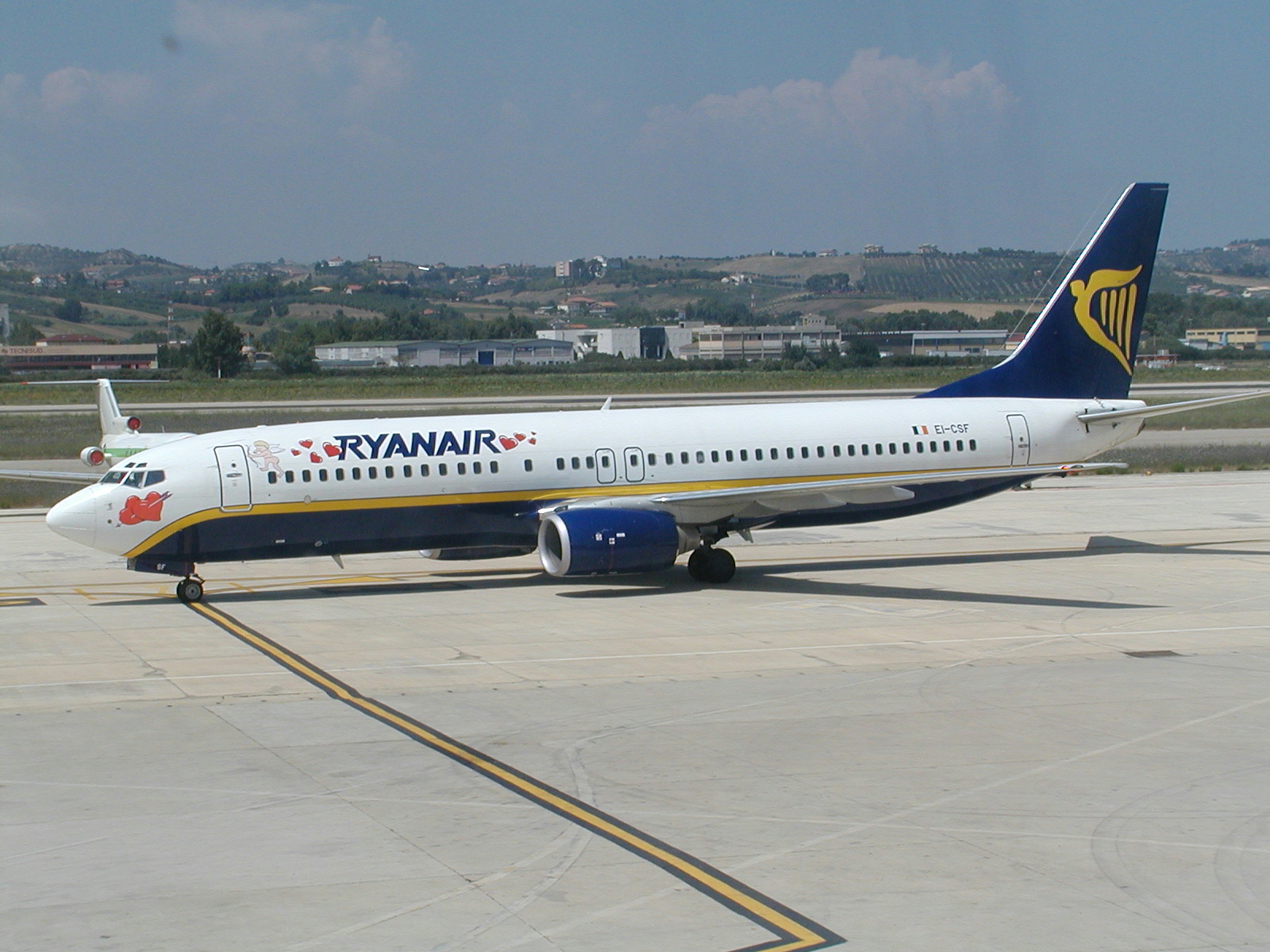
Boeing 737 de Ryanair estacionado en el aeropuerto.

### Pasajeros
| Aerolíneas | Destinos |
| ---------- | --- |
| Luxair     | Luxemburgo |
| Neos       | Estacional: Sharm el-Sheij |
| Ryanair    | Bergamo (termina el 29 de marzo de 2025), Bucarest–Otopeni, Catania, Charleroi, Hahn, Gerona, Londres-Stansted, Milán-Malpensa (inicia el 30 de marzo de 2025), Estacional: Alguer, Breslavia (inicia el 1 de junio de 2025), Cagliari (inicia el 2 de junio de 2025), Cracovia, Gerona, Kaunas (inicia el 4 de junio de 2025), Malta, Memmingen, Praga, Trapani, Turín, Valencia (inicia el 3 de junio de 2025), Weeze |
| Wizz Air   | Tirana |

### Carga
| Aerolíneas  | Destinos |
| ----------- | -------- |
| Mistral Air | Brescia  |

## Estadísticas
Estadísticas del Aeropuerto de Abruzos
| Año  | Número de pasajeros | Diferencia % | Operaciones | Diferencia % | Carga (toneladas) | Diferencia % |
| 1996 | 71.908              |              | 4.052       |              | 152               |              |
| 1997 | 72.962              | 2,86         | 4.618       | 13,9         | 195               | 28,3         |
| 1998 | 104.000             | 42,54        | 6.390       | 38,4         | 56                | 71,3         |
| 1999 | 105.500             | 1,44         | 6.310       | 1,25         | 476               | 750          |
| 2000 | 114.024             | 8,08         | 9.940       | 57.5         | 2.851             | 499          |
| 2001 | 153.227             | 34,4         | 6.775       | 31,8         | 3.115             | 9,3          |
| 2002 | 295.875             | 93,1         | 11.559      | 70.6         | 1.913             | 38,6         |
| 2003 | 301.773             | 2,0          | 10.932      | 5,4          | 1.795             | 6,2          |
| 2004 | 334.998             | 10,9         | 10.075      | 7,8          | 2.151             | 19,8         |
| 2005 | 350.447             | 4,7          | 10.339      | 2.6          | 2.390             | 11,1         |
| 2006 | 340,699             | 2,8          | 12.139      | 17.4         | 2.849             | 19,2         |
| 2007 | 371.247             | 9,0          | 12.085      | 0,4          | 3.291             | 15,5         |
| 2008 | 402.845             | 8,5          | 11.128      | 7,9          | 3.339             | 1,5          |
| 2009 | 409.045             | 1,5          | 9.773       | 12,2         | 2.431             | 27,2         |
| 2010 | 461.086             | 12,7         | 7.971       | 18,4         | 2.116             | 13,0         |
| 2011 | 550.062             | 19,3         | 7.827       | 1,8          | 1.200             | 3,3          |
| 2012 | 563.187             | 2,4          | 8.284       | 5,8          | 1.221             | 1,8          |

## Transporte

### Autobús
El aeropuerto está conectado con el centro de Pescara con la línea de código n º 38 GTM (seguro de vehículos), con la que puede llegar a la Piazza della Repubblica, los autobuses de terminal a los destinos nacionales e internacionales. La línea 38 de autobús también se encuentra cerca de la estación de tren principal de la ciudad, la estación de tren de Pescara.
El aeropuerto está conectado con el centro de Pescara y Chieti con ARPA de la empresa (Público Regional de Abruzzo Bus) de Chieti-Pescara, de acuerdo con lo que se puede llegar al centro universitario "G. D'Annunzio" de Chieti Scalo. La parada de ARPA es enfrente de la salida del aparcamiento del aeropuerto en la Via Tiburtina Valeria.

### Coche
Viniendo de Roma: Autostrada del A24 (Italia) de Chieti-Pescara salida del eje y combinar las instalaciones en la dirección de Pescara. Salir Sambuceto-Aeropuerto y siga las señales hasta el aeropuerto.
Desde Bolonia-Ancona: Autopista A14 (Italia), tome la salida de Chieti-Pescara Ovest, gire inmediatamente a la derecha (dos veces) para tomar la carretera SS5 Tiburtina en la dirección de Pescara, luego tomar unos 6 km hasta llegar al aeropuerto.
Viniendo de Bari-Foggia: Autopista A14 (Italia) de Chieti-Pescara salida Ovest, gire inmediatamente a la derecha (dos veces) para conseguir sobre Strada Statale 5 Via Tiburtina Valeria en la dirección de Pescara, y luego caminar unos 6 km hasta llegar al aeropuerto.
Desde Nápoles: Autostrada A1 (Italia) hacia Roma, salir en Caianello, siga las indicaciones a Isernia, Isernia llegó a ir a Vasto hasta que vea la 'autopista A14 (Italia). Desde la autopista A14, salir en Chieti-Pescara Ovest, gire inmediatamente a la derecha (dos veces) para unirse a la estatal Strada 5 Via Tiburtina Valeria en la dirección de Pescara, y luego caminar unos 6 km hasta llegar al aeropuerto.

### Trolebús
Además, el aeropuerto pronto será atendida por los nuevos Philaes de Pescara (actualmente en construcción) que se conectarán Pescara y sus puntos de referencia tales como la estación de tren de Pescara y otras ciudades vecinas como Montesilvano y Francavilla al Mare.